# 費雷什蒂鄉
46°47′N 27°42′E / 46.783°N 27.700°E
費雷什蒂鄉（羅馬尼亞語：Comuna Ferești, Vaslui），是羅馬尼亞的鄉份，位於該國東北部，由瓦斯盧伊縣負責管轄，面積25平方公里，海拔高度175米，2007年人口2,183，人口密度每平方公里86人。